# Giuseppe Favalli
Giuseppe Favalli (* 8. Januar 1972 in Orzinuovi) ist ein ehemaliger italienischer Fußballspieler. Er spielte zumeist als linker Außenverteidiger oder in der Innenverteidigung. Zuletzt stand Favalli beim AC Mailand unter Vertrag und beendete nach Auslaufen des Kontraktes Ende Juni 2010 seine Karriere.

## Vereinskarriere

### Cremonese
Giuseppe Favalli begann seine Fußballkarriere beim lombardischen Verein US Cremonese. Nachdem er in der Jugend des Vereins gespielt hatte, gab er am 16. April 1989 im Alter von 17 Jahren sein Profidebüt in der italienischen Serie B und bestritt danach noch ein weiteres Spiel in der zweiten italienischen Liga. Am 27. August gleichen Jahres lief Favalli nach dem Aufstieg von Cremonese auch erstmals in der höchsten Spielklasse Serie A bei der 1:2-Niederlage bei Inter Mailand auf. In seiner ersten kompletten Profisaison konnte er sich gleich als Stammspieler etablieren. Endgültig zum Leistungsträger stieg er in der Spielzeit 1990/1991 auf. Für das inzwischen wieder in die Serie B abgestiegene Cremonese bestritt er insgesamt 37 Pflichtspiele. Am 13. Januar 1991 erzielte er zudem im Ligaspiel gegen den FC Modena sein erstes Tor als Berufsfußballer. Auch dank Favallis Leistungen stieg Cremonese erneut in die Serie A auf. Auch hier konnte er als Stammkraft überzeugen und erzielte am 20. Oktober gegen Hellas Verona seinen ersten Treffer in der höchsten Spielklasse. Nach insgesamt 102 Pflichtspielen in vier Spielzeiten verließ Favalli den Klub nach Ende der Saison 1992/1993.

### Lazio Rom
Im Sommer 1992 unterzeichnete Favalli bei Lazio Rom einen Vertrag. Dort schätzte man vor allem seine taktische Cleverness, seine Zweikampfstärke und den Mut zu Vorstößen in die gegnerische Hälfte, die ihm in zwölf Spielzeiten bei Lazio sechs Tore ermöglichten. Seine Beständigkeit und Treue machten den Abwehrspieler schnell zum Liebling der Fans. Bereits in seiner ersten Saison beim italienischen Spitzenklub wurde Favalli zum Stammspieler. Im UEFA-Pokal 1993/94 absolvierte Favalli seine ersten beiden Europapokalspiele, ein Jahr darauf gelang ihm auch sein erster Europapokaltreffer. Obwohl er auch aufgrund von kleineren Verletzungen nie alle Saisonspiele bestreiten konnte, absolvierte Favalli bis zum Sommer 2004 insgesamt 401 Pflichtspiele für Lazio Rom und ist damit der Spieler mit den meisten Einsätzen in der Geschichte des Vereins. 1998 konnte er dann den ersten Vereinstitel seiner Laufbahn erringen, als er mit Lazio den AC Mailand in Hin- und Rückspiel des Coppa-Italia-Finales bezwingen konnte. Außerdem erreichte er mit Lazio das Finale des UEFA-Pokals, wo der Titel durch ein 0:3 gegen Inter Mailand allerdings verpasst wurde. Beim Supercupsieg im Sommer gegen Juventus Turin konnte Favalli zwar nicht auflaufen, doch in der Spielzeit 1998/1999 war Favalli erneut als linker Außenverteidiger Bestandteil der Lazio-Mannschaft, die den letzten Europapokal der Pokalsieger durch ein 2:1 im Finale gegen den RCD Mallorca gewann. Die Erfolgsserie für den Hauptstadtklub und Favalli riss nicht ab: im Sommer 1999 wurde der UEFA Super Cup durch ein 1:0 gegen Champions-League-Sieger Manchester United errungen, wobei Favalli nur auf der Ersatzbank saß. Wenig später bestritt Favalli sein erstes Spiel in der UEFA Champions League, aus Verletzungsgründen konnte er beim Doublesieg Lazios in Meisterschaft und Pokal jedoch nur 25 Pflichtspiele absolvieren. Immerhin stand er im Rückspiel des Coppa-Italia-Finales auf dem Platz, in dem durch ein 0:0 bei Inter Mailand der Titel gesichert werden konnte. Im Sommer konnte Favalli endlich auch im Supercup auflaufen, den Lazio ebenfalls gegen Inter siegreich bestritt (4:3).
Danach blieben weitere Titel für Lazio aus. Die Erfolgsmannschaft der Vorjahre brach mit der Zeit auseinander, Leistungsträger wie Pavel Nedvěd verließen den Klub. Am 25. Oktober 2000 erzielte Favalli sein einziges Champions-League-Tor beim 5:1 gegen Schachtar Donezk, als er zum 1:1-Zwischenstand erfolgreich war. Bereits zuvor hatte er statt seiner bisherigen Rückennummer 5 die Nummer 19 erhalten. Auch in den folgenden Saisons blieb Favalli ein wichtiger Teil des Teams, und nach dem Weggang des bisherigen Spielführers Alessandro Nesta im Sommer 2002 übernahm Favalli die Kapitänsbinde. In der Saison 2003/2004 bestritt er 43 Pflichtspiele und damit die meisten innerhalb einer Saison in seiner Karriere. Doch nach dem Ende der Spielzeit wurde Favallis auslaufender Vertrag nicht verlängert, die finanziellen Probleme Lazios erforderten Einsparungen bei den Spielergehältern. Zum Abschluss seiner langen und erfolgreichen Zeit bei den Römern errang der Fan-Liebling und Rekordspieler des Vereins mit dem Team noch einmal den Coppa Italia durch ein 2:0 und ein 2:2 gegen Juventus.

### Inter Mailand
Favalli unterschrieb daraufhin einen Zweijahresvertrag bei Inter Mailand. Obwohl er zum Stamm der Mannschaft zählte und zuverlässige Leistungen ablieferte, erreichte er bei Inter nicht mehr ganz den Status als unumschränkter Leistungsträger. In zwei Spielzeiten bestritt Favalli 68 Spiele für den Verein. In der Saison 2004/2005 feierte er mit Inter den Gewinn der Coppa Italia, wo er nur in den beiden Finalspielen gegen die AS Rom vom Start weg auflief. Auch beim Superpokalsieg der Mailänder im Sommer stand Favalli auf dem Platz. Im Jahr darauf holte Favalli seinen dritten italienischen Pokalsieg in Folge und stand in beiden Finals gegen den AS Rom (1:1;3:1) in der Startelf. Zudem wurde dem Verein nachträglich die Meisterschaft zugesprochen, da der eigentliche Erste Juventus Turin in den Manipulationsskandal um verschobene Partien verwickelt war. Da Inter im Sommer 2006 den Linksverteidiger Fabio Grosso für die Position Favallis verpflichtete und damit seine Chancen auf einen Stammplatz sehr klein waren, entschied er sich, seinen Vertrag nicht zu verlängern.

### AC Mailand
Zur Saison 2006/07 wechselte der Italiener zum Lokalrivalen AC Mailand. In seiner ersten Saison war Favalli allerdings nur Ergänzungsspieler. Obwohl er in der Serie A lediglich 15 Mal eingesetzt wurde, erzielte er zum einzigen Mal in seiner Laufbahn zwei Tore in der höchsten Spielklasse in einer Spielzeit. 2007 konnte er mit dem Gewinn der UEFA Champions League den größten Titel seiner Laufbahn erringen. Beim Finalsieg gegen den FC Liverpool wurde Favalli in der Nachspielzeit für Clarence Seedorf eingewechselt. Beim späteren Match um den UEFA Super Cup gegen den FC Sevilla, das der AC ebenfalls gewann, kam er allerdings ebenso wenig zum Einsatz wie bei der Klub-Weltmeisterschaft im Dezember, die Milan ebenfalls als Sieger beendete. In den beiden folgenden Spielzeiten wurde er immerhin in der Serie A zu einem wichtigen Back-Up für die Stammspieler und konnte so einige Einsätze bestreiten. Die Spielzeit 2009/10 war schließlich seine letzte als Berufsfußballer. In dieser konnte er nur noch 18 Pflichtspiele bestreiten.
Am 15. Mai 2010 absolvierte Giuseppe Favalli beim 3:0-Sieg des AC Milan gegen Juventus Turin in San Siro im letzten Saisonspiel sein letztes Match als Berufsfußballer. In der 61. Minute wurde der 38-Jährige unter dem Applaus der Fans gegen Alessandro Nesta ausgewechselt. Für Milan hatte er in vier Jahren 99 Partien bestritten. Nach 22 erfolgreichen Spielzeiten als Profi hatte er fünfzehn Pokale und damit bis auf den UEFA-Cup alle relevanten Fußball-Vereinstitel erringen können. In 486 Serie-A-Spielen konnte Favalli sieben Treffer erzielen, zudem kam er in 66 Partien des italienischen Pokals und in 81 Europapokalspielen zum Einsatz (zwei Tore). Insgesamt lief er in seiner Karriere in 670 Pflichtspielen auf. Als Rekordspieler von Lazio Rom ist Favalli einer der bedeutendsten Spieler in der Geschichte des Vereins.

## Nationalmannschaft
Noch vor seinem Profidebüt für Cremonese wurde Favalli erstmals für die italienische U-18-Nationalmannschaft nominiert. Am 21. Februar 1989 gab er beim 1:0 gegen Schweden sein Debüt. Im Verlauf des Jahres stand der Verteidiger bei allen weiteren acht Partien der Auswahl auf dem Platz und erzielte beim 3:2 gegen die italienische U-17-Auswahl ein Tor. Am 20. Dezember 1989 beim 1:0 gegen Spanien wurde Favalli erstmals in die U-21-Nationalmannschaft berufen. Nach zwei weiteren Testspielen lief er auch beim Auftakt zur Qualifikation für die U-21-Fußball-Europameisterschaft 1992 im folgenden Oktober gegen Ungarn auf und erzielte den Siegtreffer zum 1:0. Mit einem 2:1 gegen Norwegen konnte sich Italien 1991 dann für das Viertelfinale qualifizieren. Favalli war in allen sechs Qualifikationsspielen und auch den dazwischenliegenden Testspielen aufgelaufen. Auch bei den beiden Siegen im Viertelfinale gegen die Tschechoslowakei stand er auf dem Feld. Zwar musste er auf das Halbfinal-Rückspiel gegen Dänemark verzichten, doch in den Finals gegen Schweden spielte er wieder in der Innenverteidigung. Durch ein 2:0 in Ferrara und ein 0:1 in Växjö errang Italien schließlich den Europameistertitel und qualifizierte sich für das Fußballturnier der Olympischen Sommerspiele 1992 in Barcelona. Favalli bestritt die beiden Vorbereitungsspiele, die drei Gruppenspiele und das Viertelfinale gegen Spanien (0:1). Danach folgten neun weitere Spiele Favallis für die U-21, mit der er sich erneut für die EM qualifizieren konnte. Beim 3:0 gegen Malta am 25. März 1993 gelang ihm ein weiteres Tor.
Doch an der Endrunde in Frankreich nahm Favalli nicht mehr teil. Als einer der Leistungsträger der U-21-Mannschaft wurde er am 7. September 1994 von Nationaltrainer Arrigo Sacchi erstmals für den Kader der A-Nationalmannschaft nominiert, kam gegen Slowenien allerdings noch nicht zum Einsatz. Das Länderspiel-Debüt erfolgte dann am 8. Oktober gegen Estland (2:0). Zwei weitere Berufungen folgten 1994, doch eingesetzt wurde er nicht mehr. Sein zweites Länderspiel bestritt er erst vier Jahre später beim 2:2 gegen Spanien. Dann erfolgte erneut eine längere Länderspielpause, erst 2004 wurde der Verteidiger von Trainer Giovanni Trapattoni in Vorbereitung auf die Fußball-Europameisterschaft 2004 wieder berufen. Beim Vorrundenaus der Italiener dort kam Favalli nur beim 1:1 gegen Schweden zu einem Kurzeinsatz. Sein letztes Länderspiel absolvierte er schließlich am 4. September beim 2:1 im WM-Qualifikationsspiel gegen Norwegen. Im A-Nationalteam war Favalli nie über den Status des Ergänzungsspielers hinausgekommen.

## Erfolge
- Europapokal der Pokalsieger: 1998/99
- Italienischer Meister: 1999/2000, 2005/06*
- Italienischer Pokalsieger: 1997/98, 1999/2000, 2003/04, 2004/05, 2005/06
- Italienischer Superpokalsieger: 1998, 2000, 2005
- Champions-League-Sieger: 2006/07
- Europäischer Superpokalsieger: 1999, 2007
- FIFA-Klubweltmeister: 2007
- U-21-Europameister: 1992
- Teilnahme an der Fußball-Europameisterschaft 2004 (1 Einsatz)

* zuerkannt infolge des italienischen Fußball-Skandals 2005/2006